# Немачка подморница У-27
Подморница У-27 је била Немачка подморница типа VIIА и коришћена је у Другом светском рату. Подморница је изграђена 12. августа 1936. године и служила је у 2. подморничкој флотили (12. август 1936 — 31. август 1939) - борбени брод, и 2. подморничкој флотили (1. септембар 1939 — 20. септембар 1939) - борбени брод.

## Служба
У склопу припрема за напад на Пољску и могућег рата са Великом Британијом и Француском, подморница У-27 напушта базу Вилхелмсхафен 23. августа 1939. и одлази у правцу северног Атлантика, где је 3. септембра отпочела своје ратно дејство. У 14:55 часова, 13. септембра 1939. године, откривен је британски рибарски брод Davara (заповедник Бојлес) и потопљен топовском ватром од подморнице У-27, на око 21 наутичких миља северозападно од острва Тори. Након нешто више од 5 сати, заповедника и 11 чланова посаде спасава британски трговачки брод Willowpool.
У 15:53 сати, 16. септембра 1939. године, британски рибарски брод Rudyard Kipling је потопљен од немачке подморнице У-27, на око 100 наутичких миља, западно од Донегала, Ирска. Немци сакупљају бродоломнике на палубу, дају им храну и суву одећу, а њихове чамце за спасавање везују и вуку ка копну. Након 8 сати пловидбе, посада британског брода је укрцана на чамце за спасавање, на свега 5 наутичких миља од ирске обале. Четири дана касније, 20. септембра 1939. године, западно од Шкотске, подморница У-27 је откривена и гађана дубинским бомбама од британских разарача HMS Fortune and HMS Forester. Посада немачке подморнице, успева да изрони са тешко оштећеном подморницон, и свих 38 члана посаде, успева да напусти подморницу, пре него што је потонула. Подморница У-27 је била друга изгубљена немачка подморница у Другом светском рату.

## Команданти
- Ханс Ибекен - 12. август 1936 — 4. октобар 1937.
- Јоханес Франц - 5. октобар 1937 — 5. јун 1939.
- Ханс-Георг фон Фридебург - 6. јун 1939 — 8. јул 1939.
- Јоханес Франц - 8. јул 1939 — 20. септембар 1939.

## Бродови
| Име брода | Држава               | Тежина   | Година изградње | Датум напада        | Напомена |
|           | Уједињено Краљевство | 291 тона | 1912.           | 13. септембар 1939. | Потопљен |
|           | Уједињено Краљевство | 333      | 1921.           | 16. септембар 1939. | Потопљен |
| --------- | -------------------- | -------- | --------------- | ------------------- | -------- |